# مرتضی رفیق‌دوست
مرتضی رفیق‌دوست، متهم ردیف ۲ پروندهٔ اختلاس ۱۲۳ میلیارد تومانی از بانک صادرات و برادر محسن رفیق‌دوست است. این ماجرا منجر به اعدام فاضل خداداد شد. در این پرونده، مرتضی رفیق‌دوست همراه با متهم ردیف سوم (تحویلدار چک‌های رمزدار) به حبس ابد محکوم شدند؛ ولی پس از چندی رفیق‌دوست مأمور خرید زندان اوین می‌شود و به راحتی می‌توانسته به بیرون از زندان بیاید. بعد هم حکم حبس ابدی که به او داده بودند، با اعمال نفوذ برادرش بخشیده می‌شود و در نهایت آزاد می‌شود. چند سال بعد وی در کلاهبرداری دیگری از مردم تبریز به بهانهٔ مسکن‌سازی بازداشت شده و دوباره آزاد می‌شود.
مرتضی رفیق‌دوست، خداداد را به یکی از شعب بانک صادرات معرفی نمود تا خداداد بتواند در آن حساب باز کند. مرتضی رفیق‌دوست در سال ۱۳۸۲ پس از طی کردن حدود هشت سال از حبس مورد عفو قرار گرفت و از زندان آزاد شد.
در کتاب «برای تاریخ می‌نویسم» از محسن رفیق‌دوست، برادر متهم (مرتضی رفیق‌دوست) دربارهٔ اتهام مأمور شدن او برای خرید زندان سؤال می‌شود و او پاسخ می‌دهد:
(یک روز می‌گفتند مأمور خرید است، یک روز گفتند به سوئیس رفته، یک روز گفتند توی زندان در یک سوئیت شبیه هتل زندگی می‌کند. این شایعات تا آنجا بود که روزی چند نفر از نماینده‌های دورهٔ ششم برای این‌که ببینند بالاخره چه خبر است بهانه‌ای پیدا می‌کنند و برای بازدید به زندان می‌روند، آخر سر به یکی از مسئولین زندان می‌گویند اگر مرتضی رفیق‌دوست زندان است می‌خواهیم او را ببینیم. اتفاقاً آن مسئول همان لحظه چشمش به مرتضی می‌افتد، او را نشان می‌دهد و می‌گوید آن آقایی که گونی روی دوش دارد مرتضی رفیق‌دوست است، او به عنوان بیگاری روزها نان خشک زندان را جمع می‌کند.)
اکبر هاشمی رفسنجانی در خاطرات خود می‌نویسد: «آقای جواد رفیق‌دوست آمد و از بدرفتاری دادگاه در مورد برادرش [مرتضی رفیق‌دوست] و بازجویی‌های سخت بعد از محکومیت به‌منظور فشار بر محسن رفیق‌دوست شکایت کرد.». محسن رفیق‌دوست در سال ۱۳۷۹ برای آزاد شدن مرتضی رفیق‌دوست از هاشمی رفسنجانی استمداد نمود. به علاوه او مدعی شد دفتر رهبری مانع عفو برادرش است.
وی باجناغ مصطفی تاج‌زاده است.